# Blivet

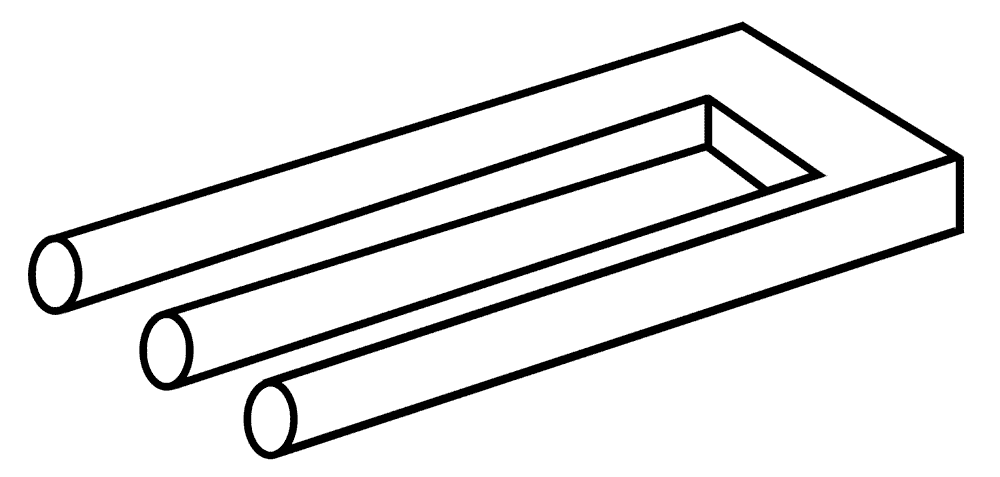
Blivet

Het is onmogelijk de oppervlakte van een blivet geheel in te kleuren

Een blivet of duivelsvork is een optische illusie in de vorm van een drietand die bij nadere beschouwing een onmogelijke figuur blijkt te zijn.
Heeft de paradoxale figuur twee of drie poten? Aan de ene zijde zijn drie cilindervormige tanden of poten te zien, aan de andere zijde is de aanhechting voor twee vierkante poten te zien. De overgang tussen deze twee helften klopt niet: het is een onmogelijke figuur. De illusie verdwijnt als je de drie cirkels met de hand afdekt.
De figuur verscheen voor het eerst in diverse publicaties in 1964 en wordt soms toegeschreven aan D.H. Schuster, die de blivet in december 1964 publiceerde in het artikel "A New Ambiguous Figure: A Three-Stick Clevis" in The American Journal of Psychology. In maart 1965 werd de figuur gepubliceerd op de omslag van het Amerikaanse humoristische magazine MAD. MAD noemde de figuur een poiuyt, een woord gevormd naar de zes achtereenvolgende letters op een QWERTY-toetsenbord, van rechts naar links ingetikt vanaf de letter P. Nadien is de figuur vaak opnieuw gepubliceerd.